# Černá díra (Hvězdná brána)
Černá díra je 16. epizoda 2. řady sci-fi seriálu Hvězdná brána.

## Děj
Tým SG-10 je na planetě P3W-451, kde se objeví černá díra, která způsobuje dilataci (zpomalení) času a zvýšení gravitace. SG-10 vyšlou signál přes bránu, ale ten je kvůli dilataci hodně zpomalený. SGC pošle na planetu sondu a ta ukáže, že se k planetě blíží obrovská černá díra. Pokus o zavření brány selže, protože gravitace černé díry již prostoupila bránou na základnu. Generál George Hammond odjede na poradu do Pentagonu, vrátí se až za 22 hodin, ale na základně uběhlo jen několik desítek minut. Základna je evakuována. Zůstává tam jen Jack O'Neill a jeho dávný kamarád plukovník Cromwell, kteří za 5 minut (času u brány, ve skutečnosti mnoho hodin) mají spustit autodestrukci základny. Samantha Carterová vymyslí jak základnu zachránit. Musí bránu přetížit, aby přeskočila na jinou bránu. V blízkosti brány je už obrovská gravitace. Iris je vcuctnuta bránou. Je potřeba odpálit bombu, která bránu přetíží a O'Neill a plukovník Cromwell se o to pokouší. Cromwellovo lano praskne a brána jej vtáhne do červí díry. O'Neill aktivuje bombu sám. Poté jej Teal'c, Siler a Sam začnou přitahovat zpět, ale moc jim to nejde, protože na O'Neilla působí obrovská gravitace. Odtáhnou O'Neilla alespoň tak daleko, že jej bomba nezabije. Červí díra přeskočila na jinou planetu. SG-10 však nebyla zachráněna.